# Benillup
Benillup è un comune spagnolo situato nella comunità autonoma Valenciana.